# Het Lijsternest

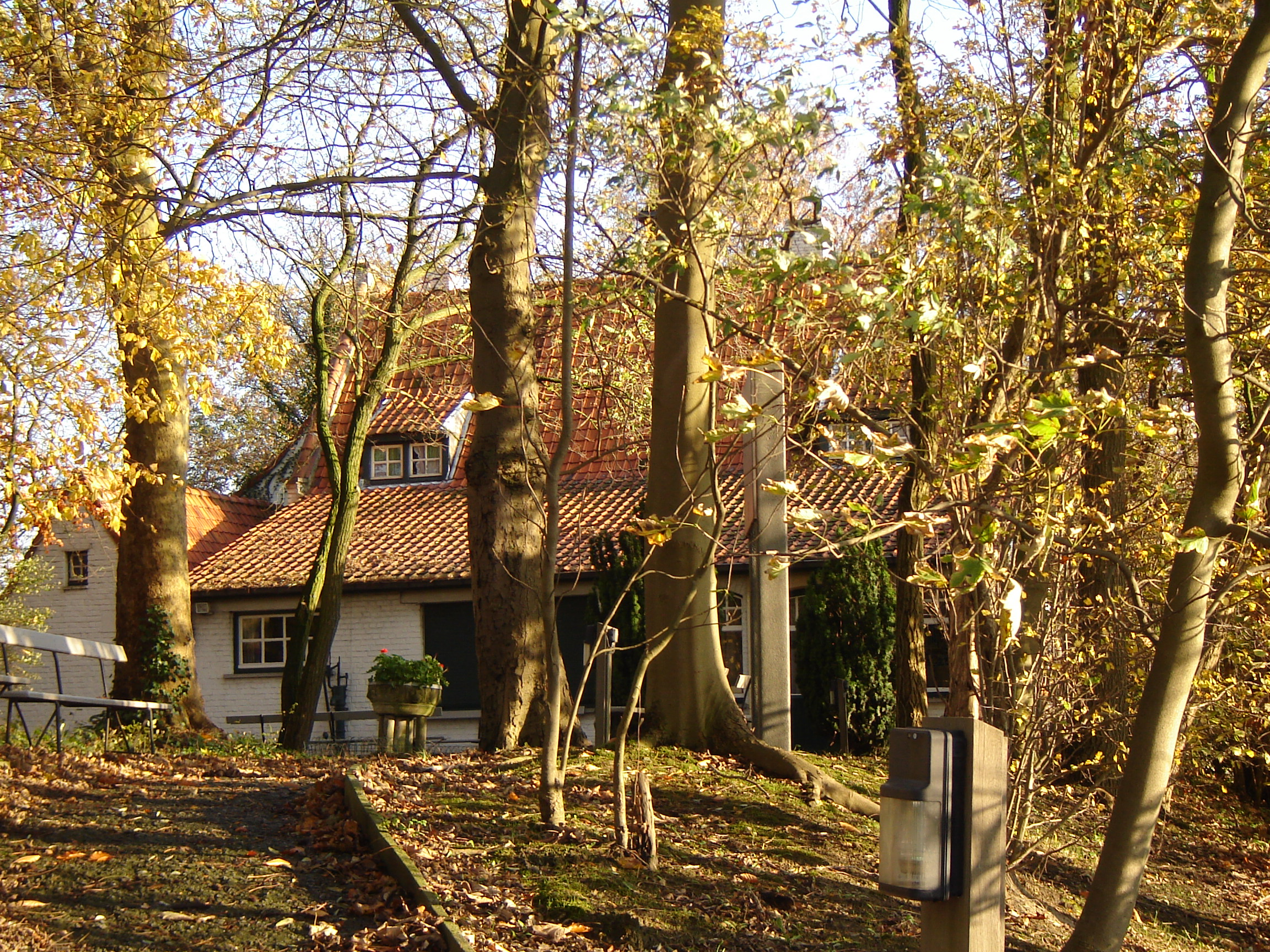
Het Lijsternest

Het Lijsternest is het voormalig woonhuis van de schrijver Stijn Streuvels. Het ligt op een heuveltje (de "kleitkop") op het adres Stijn Streuvelsstraat 25 in het Belgische dorp Ingooigem, een deelgemeente van Anzegem. Vanaf 1896 zocht Streuvels naar een eigen, afgelegen plek, waar hij zich ongestoord aan het schrijverschap kon wijden. In 1903 kon hij met de erfenis van zijn oom Victor Lateur een stuk grond kopen buiten Ingooigem. De grond was van weerbarstige klei en lag aan de grote weg, op nauwelijks vijfhonderd meter van het dorpscentrum. 

## Architect
De villa werd ontworpen door de Kortrijkse architect Jozef Viérin (1872-1949) en werd gebouwd in fasen. Viérin genoot zijn opleiding aan de Gentse Sint-Lucasschool waar de neogotiek de norm was. Met het Lijsternest realiseerde hij een van de vroegste gebouwen in regionalistische stijl, die de traditionele waarden van de Vlaamse huisarchitectuur in ere hield. De Vlaamse regionalistische stijl ontwikkelde zich, onder meer dankzij leden van de architectenfamilie Viérin, tot een bouwtrant in de kustarchitectuur en bij de wederopbouw na de Eerste Wereldoorlog in West-Vlaanderen. 
Streuvels had een visie op wat zijn woonstee moest worden: het zou een synthese zijn van elementen uit de lokale architectuur. Net als Viérin, die tot zijn vriendenkring behoorde, werkten andere leden van de Kortrijkse Kunstgilde aan de uitvoering mee, zoals Emmanuel Viérin (voor het interieur), Jozef en Adolf De Coene (voor de meubels), beeldende kunstenaars Arthur Deleu, Victor en Richard Acke, Karel Noppe, Victor Verhougstraete en Jozef Laignel (voor de schilderijen, het aardewerk en de bibelots).

## Uitvoering
Het werd een breedhuis met twee zijrisalieten en een veranda aan de westzijde. Het werd opgetrokken met streekeigen baksteen en de muren werden witgekalkt boven een gepikte plint. De deuromlijsting werd uitgevoerd in grijze gesinterde baksteen. De overstekende zadeldaken rustten op schoorstukken en werden afgedekt met Vlaamse pannen en voorzien van klimmende dakkapellen.

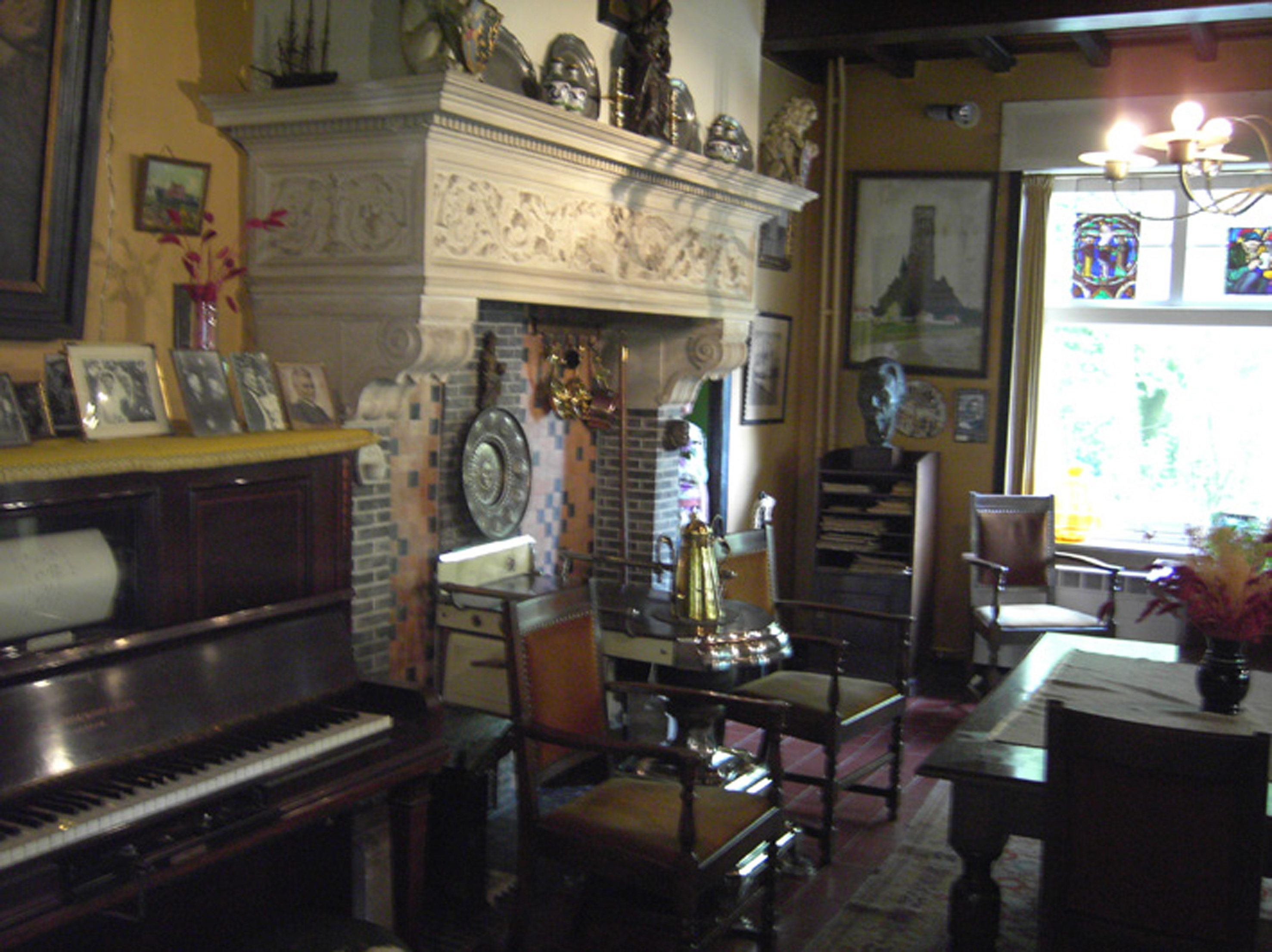
De woonkamer in het Lijsternest

De bouwwerken vingen aan in 1904 en het jaar daarop namen de pas getrouwde Streuvels en Alida Staelens hun intrek in het huis dat hij de naam "Het Lijsternest" gaf. Emmanuel Viérin tekende een vignet met een zingende lijster op een bebladerde boomtak, dat de schrijver voortaan als brieflogo gebruikte. Uitbreidingen kwamen er in 1906 en 1911. In 1906 liet Streuvels, met het geld van de Staatsprijs die hij het jaar voordien ontving, een werkkamer bijbouwen. De noordoostelijke hoek van de woning werd uitgebreid en van een tuitgevel voorzien. In 1911 werden opnieuw werken uitgevoerd, nadat hij voor de tweede maal de Staatsprijs had ontvangen. In de studiekamer werd het beroemde 'panoramische raam' aangebracht. 

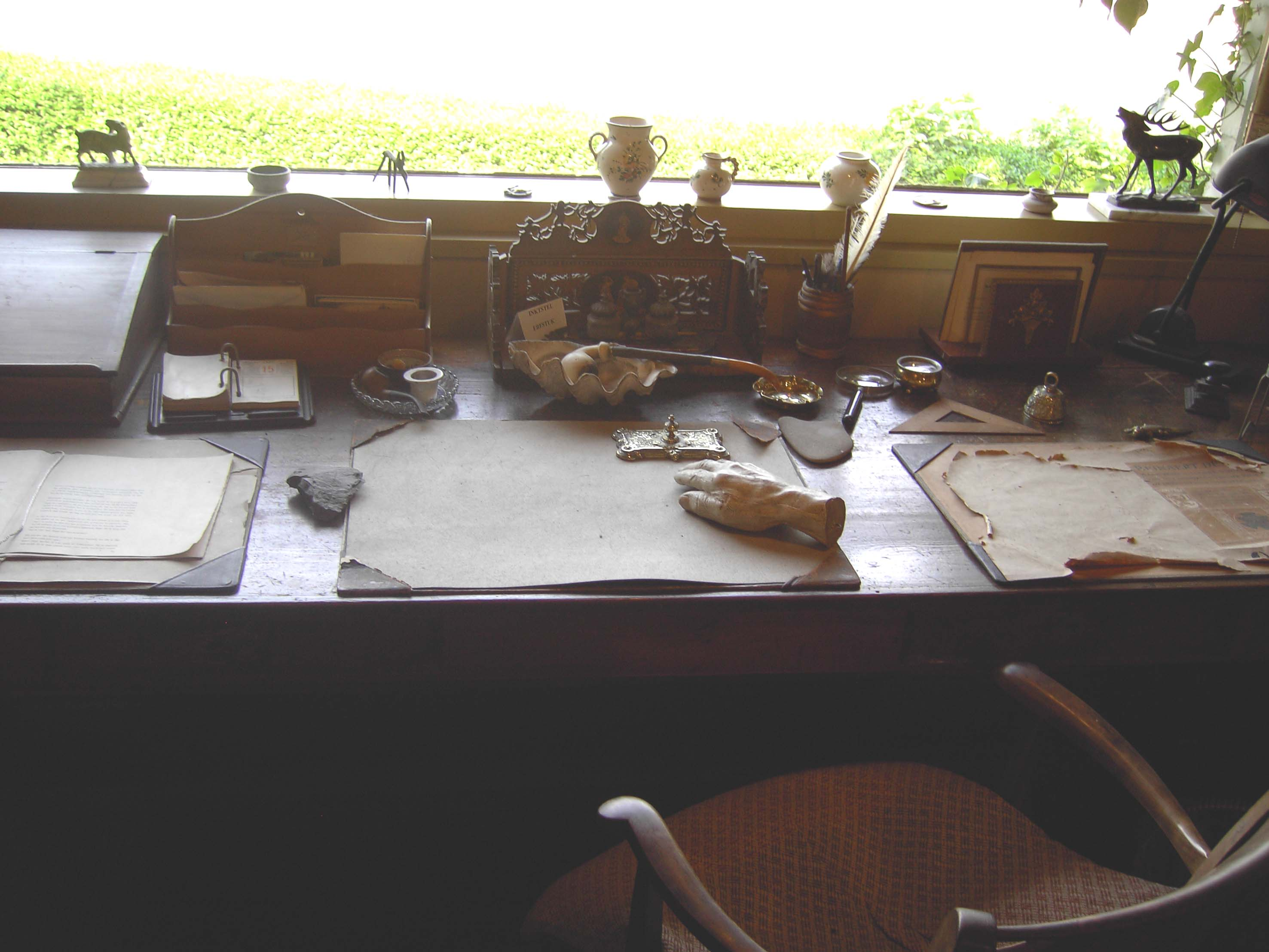
De schrijftafel van Streuvels voor het panoramische venster

## Oorlogsjaren
Tijdens en na de Eerste en de Tweede Wereldoorlog werden herstellingswerken uitgevoerd. Op het einde van de Eerste Wereldoorlog liepen het huis en de tuin ernstige schade op, die spoedig hersteld werd. In 1919 werd de tuin met negenhonderd vierkante meter uitgebreid. Bij het begin van de Tweede Wereldoorlog werd het huis door granaten getroffen (20 mei 1940) en Streuvels moest elders onderdak zoeken. Bij zijn terugkeer moest hij plunderingen vaststellen. Herstellingswerken werden in 1943 uitgevoerd. Bij die gelegenheid werd de werkkamer uitgebreid in oostelijke richting, werden de tuitgevels aan de zuidzijde vervangen door puntgevels met houten spanten met schoorstukken, de risalieten gestut door overhoekse steunberen en de kozijnconstructies vervangen door achterin geplaatste vensters.

## Bureau
Vanuit de bureaukamer (waar hij meestal schreef) had Streuvels een indrukwekkend zicht op een ongerept landschap: in het oosten het sierlijke heuvellandschap van Tiegem, in het zuiden de Scheldevallei met het silhouet van de Kluisberg en in het westen de Triniteitsberg bij Doornik met een uitzicht naar Henegouwen.  Boven de werktafel hangt het beroemde devies: "Nulla dies sine linea" (Geen dag zonder regel), dat hij tot het zijne maakte.

## Museum
Na het overlijden van Streuvels in augustus 1969, bleef zijn weduwe, Ida Staelens (1879-1975) het huis bewonen. In 1977 werd de eigendom aangekocht door de provincie West-Vlaanderen. Onderhouds- en herstellingswerken werden uitgevoerd, maar woning en inboedel bleven onaangeroerd en in 1980 werd de woning opengesteld als museum. Vanaf maart 2008 werden, vanwege problemen met de stabiliteit van het gebouw, restauraties uitgevoerd. Het museum werd gesloten en in april 2014 opnieuw opengesteld voor bezoekers. 
Tijdens de sluiting werden alle interieurelementen en de collectie grondig geregistreerd, beschreven, gefotografeerd en ingevoerd in een softwarepakket. Objecten werden behandeld, gerestaureerd of hersteld en daarna teruggeplaatst in de collectie.
In 2017 werd een wettelijk verbod opgelegd aan de provincies om zich nog met culturele en persoonsgebonden materies in te laten. Een oplossing voor het Lijsternest werd door de provincie West-Vlaanderen gevonden door het beheer over te dragen naar het Letterenhuis in Antwerpen. Het volledige archief van Stijn Streuvels berust voortaan in het Letterenhuis.

## Weetjes
- Het Lijsternest is het vertrekpunt van de wandeling Het Streuvelspad.
- Het woonhuis, met inbegrip van de bibliotheek en de inboedel, is beschermd als monument en de tuin als dorpsgezicht, bij Ministerieel Besluit van 15 april 2004.
- Literaire auteurs laten zich in dit huis inspireren tot schrijven: Patrick Cornillie, Tine Mortier, Sylvie Marie, Koen Dhaene, Luuk Gruwez, Anne Provoost, Koen Peeters, Bart Janssen en anderen, zaten ooit achter het bureau van Streuvels om er te schrijven.